# Janovce
Janovce (in ungherese Bércalja, in tedesco Allerheiligen in der Scharosch) è un comune della Slovacchia facente parte del distretto di Bardejov, nella regione di Prešov.

## Storia
Il villaggio viene citato per la prima volta nel 1261 (con il nome di Villa Omnium Sanctorum) come possedimento dei feudatari Jany/Jánov.
Il suo nome significa "villaggio degli Jánov".